# Lepthyphantes deosaicola
Lepthyphantes deosaicola là một loài nhện trong họ Linyphiidae.
Loài này thuộc chi Lepthyphantes. Lepthyphantes deosaicola được Lodovico di Caporiacco miêu tả năm 1935.